# Augusto B. Leguía y Salcedo
Augusto Bernardino Leguía y Salcedo (født 19. februar 1863, død 6. februar 1932) var Perus præsident i 1908-12 og 1919-30.
Han var finansminister og premierminister før han vandt præsidentvalget i 1908. Han blev præsident for anden gang efter et statskup i 1919 og regerede derefter som diktator. Han blev selv væltet af Luis Miguel Sánchez Cerro i 1930 og døde i fængsel.